# 本田翼
本田翼（日语：／ Honda Tsubasa，1992年6月27日—）是日本女演員及模特兒，出身於東京都三鷹市，畢業於東京都立新宿山吹高等學校，目前隸屬星塵傳播。

## 經歷
2006年，被當時的經紀公司SPLASH挖掘。之後便作為雜誌《Seventeen》的專屬模特兒出道。2007年，移籍成為《LOVE BERRY》的專屬模特兒。2010年1月，再度移籍至《non-no》當專屬模特兒。2018年7月，移籍至《MORE》當常規模特兒。
2011年8月25日，首次在黃金時段的TBS綜藝節目《明石家秋刀魚之我一直都很喜歡你啊!》登場，並且被藤森慎吾（東方收音機成員）公開表示為喜歡的藝人因而知名度大增。
2012年，初次演出電視劇《戀愛Neet～忘記了的戀愛開始方法》的重要一角。初次出演電影以及主演《FASHION STORY-Model-》。同年更擔任節目《A-Studio》第四代助理主持人。
2018年，9月3日，本田在〈YouTube〉設立一個名為的頻道。9月8日，曾先行測試玩《THE 逃出密室 ～連結命運的 35 個謎～》與《黎明死線》，造成起網友留言超過8000則的迴響。
9月22日，首次正式進行《黎明死線》的遊戲實況，吸引14萬人在線上觀看直播，成為同時段的世界第一收看影片；並達成45萬人次訂閱。
10月7日，開了第二次實況，玩的遊戲是《胡鬧廚房2》跟《黎明死線》，吸引將近16萬人線上收看；並達成95萬人次訂閱。
10月9日，在只開過兩次正式直播的狀態下（不包含測試），突破100萬人次的訂閱數量。
10月27日，進行第三次實況玩《黎明死線》，吸引最高11萬人線上收看。
12月22日，與訂閱量超過200萬的遊戲實況YouTuber「兄者弟者」一起玩《胡鬧廚房2》，而先前的實況僅剪出精華版留在頻道上，並沒有保存完整片段，不過此次的遊玩畫面則可在「兄者弟者」的頻道上觀看。
2022年，與澀谷Hal和きなこ參加第9回 Crazy Raccoon Cup Apex Legends （页面存档备份，存于）。

## 人物
- 多次公開表示自己喜歡電玩及漫畫[11]，漫畫這個愛好是從小學開始。喜歡的漫畫有《幽遊白書》、《HUNTER×HUNTER》、《進擊的巨人》、《只想告訴你》、《搞怪吹笛手（日语：ピューと吹く!ジャガー）》、《東京喰種》、《死囚樂園》等。此外在《鬧鐘電視》的單元訪問中，大致表示閱讀漫畫時會進入自己的世界，可以維持集中力，在拍攝現場中有助長時間的拍攝工作。跟同樣愛好漫畫的城田優對話中，大致表示雖然兩樣都有看，比起少女漫畫，較喜歡少年漫畫，這是受哥哥影響。
- 雖在節目中被藤森慎吾告白，但她表示自己喜歡的藝人是又吉直樹（Piece）。聽完又吉的「情書」之後，在回覆信中答應又吉先生邀請。
- 非常喜歡樂團B'z，經常可以在她的部落格上看到相關的文章。2011年12月24日還去了東京巨蛋觀賞其演唱會。
- 喜欢乃木坂46・白石麻衣
- 與中國idol袁雨楨長的非常相似，2018年還特意到到中國與袁雨楨見面

## 出演

### 電視劇
| 戲劇名稱                                                                                                | 集數         | 播出日期                                                      | 首播頻道               | 角色名稱          | 備註                  |
| --- | ------------ | ------------------------------------------------------------- | ---------------------- | ----------------- | --------------------- |
| 伴君入眠                                                                                                | 第5話        | 2011年5月20日                                                 | TBS                    | 女高中生          |                       |
| セレブパーティーへ行こう!                                                                               | 全劇         | 2011年10月22日・29日・11月5日・12日                           | BS-TBS                 | ツバサ            |                       |
| 戀愛Neet～忘記了的戀愛開始方法                                                                          | 全劇         | 2012年1月20日－3月23日                                        | TBS                    | 木下結衣          |                       |
| 草莓之夜                                                                                                | 第3話        | 2012年1月24日                                                 | 富士電視台             | 女高中生          |                       |
| 爸爸偶像                                                                                                | 第2話        | 2012年4月26日                                                 | TBS                    | 本人              |                       |
| 上鎖的房間                                                                                              | 第10・最終話 | 2012年6月18日・25日                                           | 富士電視台             | 河村忍            |                       |
| GTO 0秋季鬼暴特別篇 0正月特別篇! 寒假熱血教書 0畢業特別篇                                               | 全劇 特別篇  | 2012年7月3日－9月11日 2012年10月2日 2013年1月2日 2013年4月2日 | 關西電視台             | 神崎麗美          |                       |
| 毛骨悚然撞鬼經驗 02012夏季特別篇「紅爪」                                                                | 0 特別篇     | 0 2012年8月18日                                               | 富士電視台             | 0 佐々木きらら    |                       |
| Piece                                                                                                   | 全劇         | 2012年10月6日－12月29日                                       | 日本電視台             | 須賀水帆          |                       |
| 鳶 | 全劇         | 2013年1月13日－3月17日                                        | TBS                    | 松本京            |                       |
| 凌晨3點的無法地帶                                                                                       | 全劇         | 2013年3月                                                     | BeeTV                  | 桃子              |                       |
| 吸血鬼天堂                                                                                              | 全劇         | 2013年4月12日－7月5日                                         | 東京電視台             | 小町              |                       |
| 庶務二課2013                                                                                            | 全劇         | 2013年7月10日－9月18日                                        | 富士電視台             | 圓山詩織          |                       |
| | 全劇         | 2013年10月13日－12月15日                                      | TBS                    | 莎普莉（Sapuri）  |                       |
| 最好的款待                                                                                              | 全劇         | 2014年2月28日                                                 | 日本電視台             | 桃川奈奈          |                       |
| 變身 | 全劇         | 2014年7月27日－8月24日                                        | WOWOW                  | 京極亮子          |                       |
| 將奧運帶到東京的男人                                                                                    | 特別篇       | 2014年10月11日                                                | 富士電視台             | ニーナ            |                       |
| 紅白誕生之日                                                                                            | 特別篇       | 2015年3月21日                                                 | NHK G                  | 竹下光江          |                       |
| 脫黑～不再當黑社會～                                                                                    | 全劇         | 2015年4月16日－6月18日                                        | TBS                    | 永光遥            |                       |
| 戀仲 | 全劇         | 2015年7月20日－9月14日                                        | 富士電視台             | 芹澤明里          | 主演                  |
| 校閱女王                                                                                                | 全劇         | 2016年10月5日－12月7日                                        | 日本電視台             | 森尾登代子        |                       |
| 中年超人左江內氏                                                                                        | 第5話        | 2017年1月14日                                                 | 日本電視台             | 藤崎              | 客串                  |
| 深海魚男                                                                                                | 全劇         | 2017年7月17日－9月27日                                        | TBS                    | 羽田梓            |                       |
| 嬌妻出沒注意                                                                                            | 全劇         | 2017年10月4日－12月6日                                        | 日本電視台             | 佐藤京子          |                       |
| 絕對零度～未然犯罪潛入搜查～ 0絕對零度～未然犯罪潛入搜查～2020 0絕對零度～未然犯罪潛入搜查～AFTER STORY | 全劇 特別篇  | 2018年7月9日－9月10日 2020年1月6日－3月16日 2020年3月23日     | 富士電視台             | 小田切唯          | [ 12 ]                |
| 東野圭吾 信                                                                                             | 全劇         | 2018年12月19日                                                | 東京電視台             | 白石由実子        | [ 13 ]                |
| 昨晚過得很愉快吧                                                                                        | 全劇         | 2019年1月7日－2月11日                                         | MBS                    |                   | 主演 與岡山天音雙主演 |
| X光室的奇蹟 第一季                                                                                      | 全劇         | 2019年4月8日－6月17日                                         | 富士電視台             | 甘春杏            | 女主角                |
| 秘密×戰士 幻影甜心！                                                                                    | 全劇         | 2019年4月7日－2020年6月28日                                   | 東京電視台             | 熊（）            | 配音                  |
| CHEAT 詐欺師們請注意                                                                                    | 全劇         | 2019年10月4日－12月5日                                        | 讀賣電視台・日本電視台 | 星野沙希 / 如月桃 | 主演                  |
| 遠端被害                                                                                                | 全劇         | 2020年7月26日                                                 | 日本電視台             | 野島繪里          | [ 18 ]                |
| APP戀愛的20個條件                                                                                       | 全劇         | 2021年1月10日                                                 | 日本電視台             | 加瀨妙子          | 主演                  |
| 從謊言開始的愛情                                                                                        | 全劇         | 2021年6月27日                                                 | 日本電視台             | 葛西莉子          | 主演                  |
| X光室的奇蹟 第二季                                                                                      | 全劇         | 2021年10月4日－12月13日                                       | 富士電視台             | 甘春杏            | 女主角                |
| 成為你的花                                                                                              | 全劇         | 2022年10月18日－12月20日                                      | TBS                    | 仲町明日花        | 主演                  |
| 6秒間的軌跡~煙花師望月星太郎的憂鬱                                                                      | 全劇         | 2023年1月14日－3月18日                                        | 朝日電視台             | 水森光            | 女主角                |
| 6秒間的軌跡~花火師望月星太郎第二次的憂鬱                                                                | 全劇         | 2024年4月13日－6月8日                                         | 朝日電視台             | 水森光            | 女主角                |
| BLUE MOMENT                                                                                             | 全劇         | 2024年4月24日－6月26日                                        | 富士電視台             | 園部燈            | [ 21 ]                |
| 因為北君太可愛了，我們決定3人共享這份幸福。                                                             | 全劇         | 2025年7月1日－                                                | 關西電視台・富士電視台 | 淺田南            | 主演                  |

### 電視節目
| 節目名稱                        | 播出日期                     | 首播頻道   | 備註             |
| ------------------------------- | ---------------------------- | ---------- | ---------------- |
| non-no TV                       | 2010年10月2日－2012年3月17日 | BS-TBS     |                  |
| A-Studio                        | 2012年4月6日－2013年3月29日  | TBS        | 第四代助理主持人 |
| 音樂龍                          | 2013年7月12日－2014年6月27日 | 日本電視台 | 主持人           |
| GURU GURU 99 「美食冤大頭」環節 | 2020年1月16日－12月24日      | 日本電視台 | 常規成員         |

### 電影
| 電影名稱                       | 上映日期       | 發行商                         | 角色名稱      | 備註                  |
| ------------------------------ | -------------- | ------------------------------ | ------------- | --------------------- |
| FASHION STORY 模女生死鬥       | 2012年11月17日 | ユナイテッドエンタテインメント | 雛子          | 主演                  |
| 落語電影生命價值篇             | 2013年4月6日   | アールグレイフィルム           | 女子          |                       |
| 江之岛棱镜                     | 2013年8月10日  | ビデオプランニング             | 安藤美知留    | 女主角                |
| 愛在初相遇                     | 2013年11月22日 | 日本華納娛樂                   | 大友菜摘      | 女主角                |
| 西野的恋爱与冒险               | 2014年2月8日   | 東寶映像事業部                 |               |                       |
| 閃爍的青春                     | 2014年12月13日 | 東寶                           | 吉岡雙葉      | 主演 與東出昌大雙主演 |
| 起終點站                       | 2015年11月7日  | 東映                           | 椎名敦子      | 主演                  |
| 少女                           | 2016年10月8日  | 東映                           | 櫻井由紀      | 主演 與山本美月雙主演 |
| 臥底型警之香港狂騷曲           | 2016年12月23日 | 東寶                           | 迦蓮          | [ 23 ]                |
| 鋼之鍊金術師                   | 2017年12月1日  | 日本華納娛樂                   | 溫莉·洛克貝爾 |                       |
| 星光奇遇結良緣                 | 2018年2月10日  | 日本華納娛樂                   | 成瀨塔子      |                       |
| 空母伊吹                       | 2019年5月24日  | Kino Films                     | 本多裕子      | [ 24 ]                |
| 新聞記者                       | 2019年6月28日  | STAR SANDS / AeonCinema        | 奈津美        | [ 25 ]                |
| 天氣之子                       | 2019年7月19日  | 東寶                           | 須賀夏美      |                       |
| X光室的奇蹟 劇場版             | 2022年4月29日  | 東寶                           | 甘春杏        |                       |
| 鋼之鍊金術師 完結篇 復仇者斯卡 | 2022年5月20日  | 日本華納娛樂                   | 溫莉·洛克貝爾 |                       |
| 鋼之鍊金術師 完結篇 最後的鍊成 | 2022年6月24日  | 日本華納娛樂                   | 溫莉·洛克貝爾 |                       |

### 配音
- 鷹之爪7 女王陛下的工作（日语：秘密結社鷹の爪）（2014年4月4日，DLE）飾演：木原睦美
- 天氣之子（2019年7月19日，東寶）飾演：夏美[26]
- 秘密×戰士 幻影甜心！(2019年4月7日-2020年6月28日)飾演：熊琪[27]

### 網路劇
- 凌晨3點的無法地帶（日语：午前3時の無法地帯）（2013年3月20日，BeeTV（日语：BeeTV）） 主演：七瀬桃子
- 追查第一章（日语：チェイス 第1章）（2017年12月22日，Amazonプライム・ビデオ）主演：麻衣（與大谷亮平雙主演）
- 追查第二章（日语：チェイス 第2章）（2018年11月13日，Amazonプライム・ビデオ）主演：麻衣（與大谷亮平雙主演）[28]

### 廣告
- 索尼電腦娛樂「PlayStation 3」（2006年）
- 31冰淇淋（2007年まで）
- KDDI「au」：ワンセグ編（2007年）
- 小田急電鐵（2008年）
- 豐田汽車「SAI（日语：トヨタ・SAI）」（2009年）
- Dydo Drinco（日语：ダイドードリンコ）「Dydo BLEND COFFEE（日语：ダイドーブレンドコーヒー）」（2011年11月7日－2012年11月6日）
- NOTTV「user's voice」ドラマ篇（2012年3月16日－）
- JR東日本
  - 「TYO」（2012年9月－2013年3月）
  - 「JR SKI SKI（日语：JR東日本 SKI SKI）」（2012年12月12日－2013年5月）
- MARK STYLER「RUNWAY CHANNEL」シンデレラ篇（2012年10月－2013年1月）
- 和服店「一藏」（一蔵，2012年10月－）
- HOYA醫療健保（日语：HOYAヘルスケア）「アイシティ」（2012年11月－2013年5月）
- HONDA
  - （2012年12月－）
  - 「Sensing」（2015年3月－）
- Pitat House Network（日语：ピタットハウスネットワーク）「ピタットハウス」（2012年12月1日－）
- 建築業勞動災害防止協會（日语：建設業労働災害防止協会）（2012年12月－2013年1月）
- 京瓷「HONEY BEE（日语：HONEY BEE (携帯電話)）」（2012年12月－2013年6月）
- House Wellness Foods（日语：ハウスウェルネスフーズ）「C1000（日语：C1000 (飲料)）」（2013年2月－）
- Bourbon（日语：ブルボン）（2013年2月－）
- 花王
  - （2013年4月－）
  - （2013年11月－）
  - （2014年1月－）
- 任天堂「瑪利歐與路易吉RPG4 夢境冒險」（2013年7月）
- 美國家庭生命保險公司（日语：アメリカンファミリー生命保険会社）（2013年8月－）
- Kanebo「Lavshuca」（2013年9月－）
- 雅虎日本「Yahoo搜尋」（2014年3月－）
- 尼康
  - 「Nikon 1 J4（日语：ニコン・Nikon 1#Nikon 1 Jシリーズ）」（2014年4月－）
  - 「COOLPIX S6900」（2014年9月－）
  - 「Nikon 1 J5」（2015年4月－）
- ABC-Mart
  - 「EVERYDAY IS SPECIAL」（2012年9月14日 - 10月31日）
  - Converse（2014年5月－）
  - NUOVO COOL WHITE SANDAL（2015年3月－）
- 株式会社瑞可利（2014年8月－）
- gloops SKYLOCK（2014年12月－）
- 朝日啤酒（2015年3月－）
- 史克威爾艾尼克斯 「星之勇者鬥惡龍（日语：星のドラゴンクエスト）」（2016年）
- 樂天 フリーマーケットアプリ「ラクマ」（2016年3月12日－）
- 田島ルーフィング（2016年6月20日－）
- 森永製菓
  - マクロビ派ビスケット「マクロビちゃん出没」篇（2017年3月25日－）
  - ベイク＜ショコラ＞「本当だ！変わった」篇（2017年9月12日－）
- 日本瓦斯（2017年4月1日－）
- 大正製藥「ナロンエース」
  - 「ポッケの中に」篇（2017年6月23日－）
  - 「雨の予報」篇（2017年10月2日－）
- lativ台灣網路服飾(2017年8月 - )
- LINE Mobile（日语：LINEモバイル）
  - 「LINEモバイルダンス けたたましく動くクマ」篇 / 「LINEモバイルダンス うるせぇトリ」篇（2018年10月26日－）
- 大阪地鐵
  - 「新しいことが生まれる街」篇（2018年11月25日－）
- LIFULL HOME'S（日语：LIFULL） [29]
  - 「したい暮らし 本田翼めざましCP」（2019年1月10日－）
  - 「したい暮らし 海のある暮らし」（2019年1月10日－）
- 魔物獵人 崛起[30]
  - 「モンハン先生　登場」篇（2021年3月12日 - ）
  - 「モンハン先生　リモート授業」篇（2021年3月12日 - ）

### PV
| 歌曲名稱     | 演唱者         | 發行日期       | 備註                     |
| ------------ | -------------- | -------------- | ------------------------ |
| 永遠之翼     | B'z            | 2007年5月9日   |                          |
| Short hair   | Base Ball Bear | 2011年8月31日  |                          |
| 誓うよ       | JaaBourBonz    | 2011年12月14日 |                          |
| Be...        | Ms.OOJA        | 2012年2月29日  |                          |
| PERFECT BLUE | Base Ball Bear | 2013年2月13日  |                          |
| 閃閃發光     | 生物股長       | 2014年12月24日 | 電影『閃爍的青春』主題曲 |

### 雑誌
- Seventeen（集英社、2006年まで）專屬模特兒
- LOVE BERRY（日语：ラブベリー）（徳間書店、2007年1月号 - 2008年）專屬模特兒
- non-no（集英社、2010年1月 - 2018年7月）專屬模特兒
- MAQUIA（集英社）
- MEN'S NON-NO（集英社、2015年4月 - ）
- MORE（日语：MORE_(雑誌)）（集英社、2018年9月号 - ）專屬模特兒

### 寫真集
- 本田翼空想寫真集：本田本（ほんだらけ 本田本，2013年10月31日，SDP）

## 外部連結
- 資料庫
  - 本田翼在互联网电影资料库（IMDb）上的資料（英文）
  - 本田翼 （页面存档备份，存于）－偶像劇場  （正體中文）

- 舊版網站
  - non-no專屬模特兒網站 （日語）
  - 本田翼官方Blog （页面存档备份，存于） （現已停止更新） （日語）
  - 本田翼官方Blog（-2012年2月20日，現已停止更新） （日語）
  - 本田翼的X（前Twitter） （現已停止更新） （日語）

- 官方系列
  - 星塵傳播官方網站 （页面存档备份，存于） （日語）
  - MORE專屬模特兒網站 （页面存档备份，存于） （日語）

- 社群網站
  - 本田翼的Instagram帳戶 （日語）
  - 本田翼的新浪微博 （簡體中文）
  - YouTube上的本田翼頻道 （日語）